# Helluodema
Helluodema es un  género de coleópteros adéfagos de la familia Carabidae.

## Especies
Comprende las siguientes especies:
- Helluodema brunneum Sloane, 1917
- Helluodema unicolor (Hope, 1842)